# Daniel Balavoine
Daniel Balavoine (Alençon, 5 tháng 2 năm 1952 – 14 tháng 1 năm 1986) là một ca sĩ và nhạc sĩ sáng tác bài hát người Pháp. Ông đã rất nổi tiếng trong cộng đồng Pháp ngữ và đã truyền cảm hứng cho nhiều ca sĩ trong thập niên 1980, như Jean-Jacques Goldman. Ông đã tham gia vào cuộc sống chính trị của nước Pháp và nổi tiếng vào năm 1980 với việc đối chất với François Mitterrand.
Trong ngành kinh doanh âm nhạc Pháp, Balavoine nổi bật với giọng hát sắc bén và khỏe và những bài thơ của ông thì đầy buồn bã và nổi loạn.
Ngày 14 tháng 1 năm 1986, ông qua đời do tai nạn trực thăng.